# Municipio de Oakville (Misuri)
El municipio de Oakville (en inglés: Oakville Township) es un municipio ubicado en el condado de San Luis en el estado estadounidense de Misuri. En el año 2010 tenía una población de 36828 habitantes y una densidad poblacional de 786,3 personas por km².

## Geografía
El municipio de Oakville se encuentra ubicado en las coordenadas 38°27′00″N 90°18′58″O / 38.45000, -90.31611. Según la Oficina del Censo de los Estados Unidos, el municipio tiene una superficie total de 46.84 km², de la cual 41.85 km² corresponden a tierra firme y (10.65%) 4.99 km² es agua.

## Demografía
Según el censo de 2010, había 36828 personas residiendo en el municipio de Oakville. La densidad de población era de 786,3 hab./km². De los 36828 habitantes, el municipio de Oakville estaba compuesto por el 96.05% blancos, el 0.78% eran afroamericanos, el 0.1% eran amerindios, el 1.66% eran asiáticos, el 0.02% eran isleños del Pacífico, el 0.31% eran de otras razas y el 1.08% pertenecían a dos o más razas. Del total de la población el 1.46% eran hispanos o latinos de cualquier raza.